# Бернасовська Вікторія Петрівна
Вікто́рія Петрі́вна Бернасо́вська (нар. 13 листопада 1917, Москва, РРФСР — 10 квітня 1983, Київ, Українська РСР) — радянська російськомовна письменниця та педагогиня. Член Спілки письменників України (з 1963 року).

## Життєпис
Народилася в Москві. 1948 року закінчила Вінницький педагогічний інститут. Після закінчення вишу залишилася працювати на кафедрі російської літератури. Від 1952 року — викладачка в середній школі.
Прозові твори друкувала від 1950 року. Писала російською мовою. Найвідоміша повість «В комендантский час» присвячена антифашистській боротьбі в окупованому місті. Повість «Слышите: звонок!» порушує питання проблеми виховання дітей. З 1963 року — член Спілки письменників України.
Померла 1983 року в Києві.

## Родина
- Сестра — Бернасовська Єлизавета Петрівна (1925—2002), українська лікарка-мікробіолог. Доктор медичних наук (1976), професор (1981).